# Schloss Horben
Das Schloss Horben ist ein kleines Schloss bei Beinwil (Freiamt) im Schweizer Kanton Aargau. Es liegt in 818 Metern Höhe auf der Horben-Hochebene, auf dem Kamm des Lindenbergs nahe der Grenze zum Kanton Luzern. Das Gebäude entstand zu Beginn des 18. Jahrhunderts als Sommersitz der Mönche des nahe gelegenen Klosters Muri und ist ein Kulturgut von nationaler Bedeutung. Von besonderem Wert sind Tapetenmalereien von Caspar Wolf.

## Geschichte
Gemäss der Acta Murensia besass das Kloster Muri bereits im 12. Jahrhundert 16 Jucharten Land und eine Sennerei. In den Jahren 1700/1701 liess Abt Plazidus Zurlauben hoch über dem Tal einen Sommersitz bzw. ein Erholungsheim für die Mönche der Benediktinerabtei errichten. Die Arbeiten standen unter der Leitung des Maurers Hans Rey und des Zimmermanns Hans Mäder, die Kosten betrugen 1183 Gulden. Fürstabt Gerold Haimb gab 1730 den Auftrag zum Bau der benachbarten Schlosskapelle, die den Heiligen Wendelin und Ubaldus geweiht ist.
Die erste Erweiterung des Schlosses erfolgte 1739, vier Jahre später kam ein Springbrunnen hinzu. Zwischen 1762 und 1764 erhielt das Gebäude seine heutige Form, als Fürstabt Bonaventura Bucher es zu einem barocken Wohnschloss ausgebaut liess. Caspar Wolf, einer der berühmtesten Alpen- und Landschaftsmaler seiner Zeit, schuf wertvolle Tapetenmalereien im Abt- und im Jagdzimmer. Von Johann Elias Ridinger stammt die Stuckdecke im Jagdzimmer.
Nach der Aufhebung des Klosters im Jahr 1841 ging das Schloss in Privatbesitz über und wurde für verschiedene Zwecke genutzt, beispielsweise als Gaststätte und Kuranstalt. 1913 gelangte es in den Besitz der Familie Borsinger. Diese liess das nachträglich angebaute Nebengebäude für Ziegenmilch- und Molkenkuren wieder abreissen und das mittlerweile leicht verwahrloste Schloss wieder restaurieren. Das Schloss, das als private Residenz dient, ist im Gegensatz zur Kapelle nicht öffentlich zugänglich. Beide Gebäude stehen seit 1963 unter Denkmalschutz.

## Bauwerk
Vor dem Ausbau von 1739 zählte das Schloss zwei Stockwerke mit 2×3 Achsen unter abgewalmten Satteldach. Heute zählt es 4×5 Achsen. An den Traufseiten folgen zwei Hauptgeschosse auf das niedrige Erdgeschoss, an den Giebelseiten gibt es vier Geschosse. Über dem Dach erhebt sich eine sechskantige Zwiebelhaube. Die Hausecken sind in Lisenen eingefasst, die Fenster in Stichbögen. Das stichbogige und gerahmte Hauptportal ist mit einem Rundgiebel verdacht.
Das Jagdzimmer liegt im Nordosten des ersten Stockwerks. Die Tapetenmalerei vereinigt in einer Darstellung einer Ideallandschaft Motive aus der Geschichte der Habsburger (Stifter des Klosters), Jagdszenen und Szenen aus der Bibel. Dargestellt werden unter anderem der Mord an König Albrecht I., König Rudolf I. mit Jagdgefolge, die Metapher vom Guten Hirten, Christus mit der Samariterin sowie die Gleichnisse des barmherzigen Samariters und des verlorenen Sohns. Das Muster der Stuckatur zeigt einen weiten leeren Spiegel mit Leiste, durchbrochen von Rocaillekartuschen an den Ecken und in den Seitenmitten. Hauptthema der Tapetenmalereien im Abtzimmer ist die Legende des Heiligen Benedikt von Nursia, die in einer gebirgigen Landschaft mit Wildbach und Holzbrücke angesiedelt ist. Die Stuckaturen weisen ein ähnliches Muster auf wie im Jagdzimmer. In der Ecke steht ein im Jahr 1764 von Michael Leonz Küchler geschaffener Turmofen, auf dessen blauweissen Kacheln Ruinen- und Hafenlandschaften dargestellt sind.

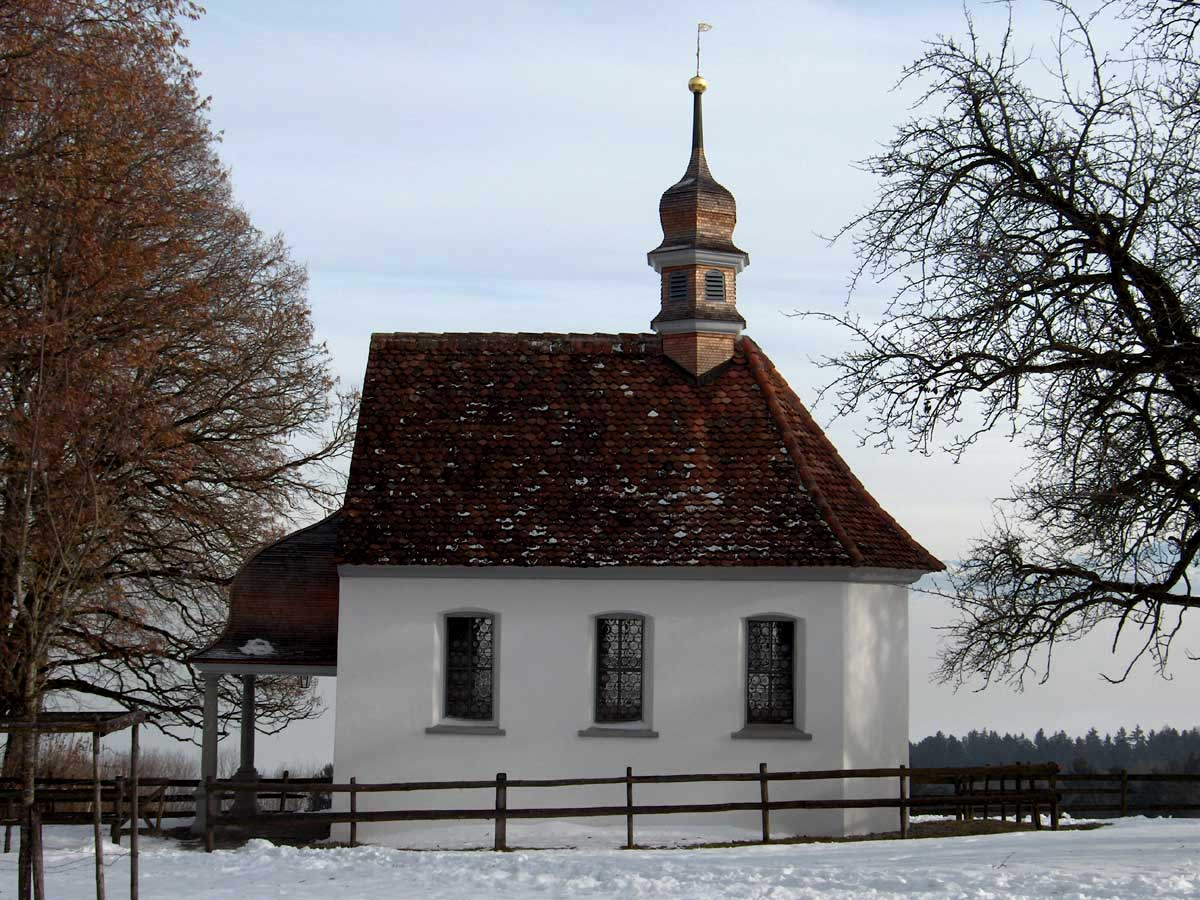
Schlosskapelle St. Wendelin

Die Kapelle St. Wendelin liegt südlich des Schlosses und misst 7 × 4 Meter und besitzt einen kleinen, dreiseitig geschlossenen Chor sowie je drei Stichbogenfenster an den Längsseiten. Ein sechskantiger Dachreiter mit Zwiebelhelm und kleiner Glocke erhebt sich über dem Südende, toskanische Säulen tragen das Vorzeichen am Nordende. Im Innern befindet sich eine flache Balkendecke mit Stuckverzierungen. Hinter dem Chorgitter steht der im Jahr 1745 aufgestellte Altar mit vergoldeten Schnitzereien (Akanthus- und Muschelmotive), ein Werk des fürstenbergischen Hofschreiners Matthäus Baisch. Im Hauptblatt ist der Gute Hirte dargestellt, im Oberblatt der Kapellenpatron Wendelin. Auf Konsolen am Chorbogen stehen halblebensgrosse Statuen der Heiligen Antonius und Wendelin, an der Ostwand eine Reliefstatue der Muttergottes.

## Umgebung
Auf der Westseite des Schlosses entspringt der Wissenbach, der den Schlossweiher speist.
Das Hochplateau Horben mit dem Schloss ist vor allem an Wochenenden ein beliebtes Ausflugsziel. Im Sommer lockt ein weitläufiges Wanderwegnetz. Im Winter, wenn genug Schnee liegt, wird in unmittelbarer Nähe ein kurzer Skilift in Betrieb genommen und es werden drei Langlaufloipen gespurt. Die Lindenbergloipe ist 12 Kilometer lang, die Horbenloipe 4,4 Kilometer. Eine weitere 2,2 Kilometer lange Loipe wird nachts beleuchtet.